# 南光町 (石巻市)
南光町（なんこうちょう）は、宮城県石巻市にある町丁であり、南光町一丁目と南光町二丁目を擁する。郵便番号は986-0836。住民基本台帳に基づく人口は328人、世帯数は155世帯（2025年4月30日現在）。

## 地理
石巻市の中心部に位置しており、東は南浜町と、南は雲雀野町と接する。

## 施設
- 日本製紙石巻工場[6]
- 七十七銀行日本製紙石巻工場出張所[7]

## 交通

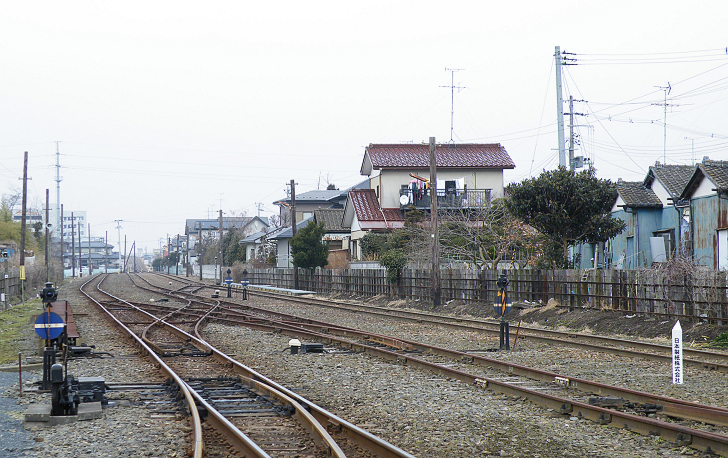
石巻港駅

### 鉄道
- JR貨物仙石線
  - 石巻港駅（ただし、旅客用ではない）
- 旅客用の場合、最寄駅は陸前山下駅（JR仙石線）か石巻駅（JR仙石線）である。

### 道路・橋梁
- 宮城県道240号石巻女川線

### バス
- ミヤコーバス山下門脇線

## 小・中学校の学区
小・中学校の学区は以下の通りである。
| 番地 | 小学校             | 中学校             |
| ---- | ------------------ | ------------------ |
| 全域 | 石巻市立石巻小学校 | 石巻市立石巻中学校 |

## 人口
2025年（令和7年）4月30日現在の世帯数と人口は以下の通りである。
| 町丁         | 世帯    | 人口  |
| ------------ | ------- | ----- |
| 南光町一丁目 | 152世帯 | 324人 |
| 南光町二丁目 | 3世帯   | 4人   |
| 計           | 155世帯 | 328人 |

## 行政区
石巻市例規「石巻市行政委員規則」（2024年2月1日改正）によれば、南光町の行政区は以下の通りである。
| 行政区    | 町丁         | 番地（特記なければ各全部）       |
| --------- | ------------ | -------------------------------- |
| 南光町第1 | 南光町一丁目 | 1番から5番                       |
| 南光町第2 | 南光町一丁目 | 6番から12番                      |
| 南光町第2 | 南光町二丁目 | 1番                              |
| 南光町第2 | 南光町二丁目 | 2番から5番                       |
| 南光町第2 | 南光町二丁目 | その他住居表示実施区域以外の全部 |

## 東日本大震災
南光町での東日本大震災の震度は概ね6弱であったと推測され、2012年時点では域内の犠牲者は出ていないが、浸水被害が出た。